# Pegasus Bay

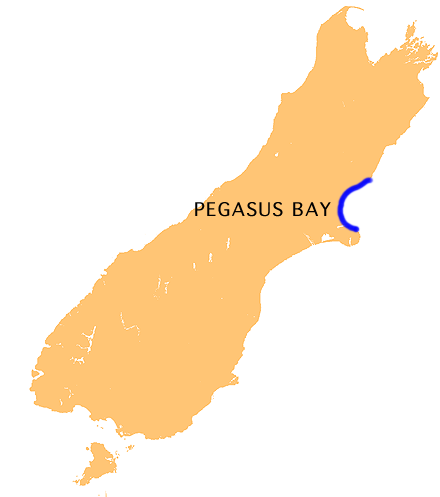
Lage der Pegasus Bay, Südinsel Neuseeland

Pegasus Bay ist eine Bucht an der Ostküste der Südinsel Neuseelands in der neuseeländischen Region Canterbury. Sie erstreckt sich auf einer Länge von etwa 100 Kilometern in einem halbkreisförmigen Bogen von der Mündung des Waipara River bis zur Banks Peninsula. Die Stadt Christchurch liegt am südlichen Ende der Bucht.
Neben dem Waipara River münden hier auch der Ashley River/Rakahuri und der Waimakariri River.
Entlang der Bucht gibt es rund 50 Kilometer Sandstrand, gegenüber den übrigen Steinstränden ein starker Kontrast. Aufgrund der vielen Strände und der entlang der Küstenlinie herrschenden guten Windbedingungen ist das Gebiet für Surfer sehr attraktiv.
Der Name Pegasus Bay leitet sich von einem Segelschiff namens Pegasus ab, das im Jahre 1809 diesen Teil der Küste der Südinsel erkundete. Der Maat des Schiffes, William Stewart, gab der Bucht ihren heutigen Namen. Bei dieser Erkundungsfahrt stellte der Kapitän des Schiffes auch fest, dass das von James Cook als Insel in den Karten eingetragene Banks Island, der südliche Abschluss der Pegasus Bay, tatsächlich eine Halbinsel ist, die seitdem Banks Peninsula heißt.
Koordinaten: 43° 20′ S, 173° 0′ O